# Воронина, Вероника Леонидовна
Вероника Леонидовна Воро́нина (1 [14] мая 1910, Ковров, Владимирская губерния, Российская империя — 4 августа 2000, Москва) — советский архитектор и архитектуровед, специалист по истории архитектуры Средней Азии, Передней Азии и Африки. Доктор исторических наук (1962).

## Биография
Родилась 1 (14) мая 1910 года (либо 30 апреля (13 мая) 1910 года) в Коврове Владимирской губернии. Дочь востоковеда, доктора архитектуры, профессора Леонида Николаевича Воронина (1881—1960), жившего после окончания Гражданской войны в Средней Азии. Дед по отцовской линии, Николай Алексеевич Воронин, и бабушка, Зинаида Петровна, жили во Владимире в собственном доме на Торговой площади (ныне ул. 2-я Никольская, 8), принадлежали к купеческом у сословию, содержали магазины в Гостином дворе. Двоюродная сестра архитектуроведа и археолога Николая Николаевича Воронина (1904—1976), почётного гражданина города Владимира (1974).
В 1929 году поступила на строительный факультет Среднеазиатского хлопково-ирригационного политехнического института (САХИПИ) в Ташкенте, в 1931 году ставший строительным институтом Наркомтяжпрома. В 1932 году перевелась в Московский архитектурный институт, который окончила в 1935 году. В 1943 году в Ташкенте защитила диссертацию кандидата архитектуры на тему «Архитектура узбекского жилища». В 1961 году в Институте этнографии им. Н. Н. Миклухо-Маклая АН СССР в Москве защитила докторскую диссертацию «Проблемы раннесредневекового города Средней Азии : по данным археологии», которая утверждена в 1962 году.
В 1935—1936 годах работала архитектором в 2-й мастерской Наркомтяжпрома в Москве. В 1936—1937 годах работала ассистентом кафедры проектирования Среднеазиатского индустриального института (САИИ) в Ташкенте. В 1937 году стала членом Союза архитекторов СССР. В 1937—1940 годах — архитектор Ташгорпроекта в Ташкенте. В 1940—1941 годах — старший научный сотрудник НИИ искусствознания Узбекской ССР. В 1942—1943 годах — сотрудник Узбекистанской группы Академии архитектуры СССР. В 1943—1946 годах — заведующая сектором НИИ искусствознания Узбекской ССР. С 1946 года работала старшим научным сотрудником Центрального научно-исследовательского института теории и истории архитектуры (ЦНИИТИА) Госгражданстроя при Госстрое СССР.
Систематически участвовала в археологических экспедициях в Хорезм, Согд, Уструшану и Шаш, что позволило В. Л. Ворониной собрать огромный материал, послуживший основой для создания фундаментальных трудов по архитектуре. В 1940—1941 годах участвовала в работах на Юнусабад Актепа близ Ташкента, которые проводил сотрудник Института истории и археологии Академии наук Узбекской ССР А. И. Тереножкин, в 1944 году — на раскопках поселения Мунчак-тепе в 8 км к востоку от города Бекабад археологической экспедицией в зоне строительства Фархадской ГЭС под руководством В. Ф. Гайдукевича, в 1945—1946 годах — в работах Хорезмской археологической экспедиции под руководством С. П. Толстова, с 1946 года — в раскопках городища древнего Пенджикента на Зеравшане Таджикской археологической экспедицией под руководством А. Ю. Якубовского, в 1968 году — в работах Ферганской экспедиции под руководством Н. Г. Горбуновой.
Воронина внесла огромный вклад в изучение истории строительного искусства не только древней и средневековой Средней Азии, но и Передней Азии. Знания большей частью были получены ею от самих памятников, которые она зарисовывала и тщательно документировала, делая обмеры, составляя планы и аксонометрии. Поэтому многие из её публикаций, помимо собственной научной ценности, предоставляют исходный материал для дальнейших исследований и обобщений. Одна из самых значительных в этом смысле работ Ворониной — «Конструкции и художественный образ в архитектуре Востока» (1977).
В 1956 году совершила туристическую поездку в Китай.
В 1960-х годах Воронина поехала в командировку от Центрального научно-исследовательского института теории и истории архитектуры (ЦНИИТИА) на Дальний Восток для изучения архитектуры японского происхождения на Южном Сахалине и Курильских островах. Как сообщает А. Ф. Крашенинников «ей всячески мешали в её исследовательской работе, и в целом поездка принесла нулевой результат».
Автор более 200 научных работ, в том числе 10 монографий, постоянный автор энциклопедических изданий. Написала главы по архитектуре Африки и стран ближнего и Среднего Востока «Всеобщей истории архитектуры» в 12 томах. За эту работу коллектив авторов получил Государственную премию СССР в области литературы, искусства и архитектуры (1979). Список научных трудов В. Л. Ворониной опубликован в посвящённом ей выпуске журнала «Вопросы всеобщей истории архитектуры» (2004).
Жила в Москве по адресу: улица Вавилова, 58. Умерла в Москве 4 августа 2000 года.

## Сочинения
- Воронина В. Л. Каменная колонна // Элементы архитектуры Узбекистана : Сб. статей / Отв. ред. инж. М. В. Колбасников. — Ташкент: САИИ, 1939. — 110 с. — (Труды Средне-Азиатского индустриального института : Строительный факультет; вып. 4).
- Воронина, В. Старые жилые дома в Фергане // Архитектура СССР. — 1940. — № 3. — С. 59—64.
- Воронина, В. Л. Архитектура замка Ак-тепе близ Ташкента по данным работ 1940 г. // Материалы по археологии Узбекистана : Сборник статей. — Ташкент: Изд-во АН УзССР, 1948. — 159 с. — (Труды Института истории и археологии / Акад. наук Узб. ССР. Ин-т истории и археологии; Т. 1).
- Воронина, В. Л. Узбекское народное жилище // Советская этнография. — 1949. — № 2. — С. 59—85.
- Воронина, В. Л. Приёмы строительной техники доарабского периода в Средней Азии // Краткие сообщения Института истории материальной культуры (КСИИМК). Вып. XXVIII. — 1949. — С. 103—109.
- Воронина, В. Л. К вопросу о древней метрологии Средней Азии // Краткие сообщения Института истории материальной культуры (КСИИМК). Вып. XXXIX. — 1951. — С. 63—68.
- Воронина, В. Л. Некоторые данные о памятниках зодчества Узбекистана // Архитектурное наследство : сборник. Вып. 3 / Центральный науч.-исслед. ин-т теории и истории архитектуры. — Москва: Госстройиздат, 1953.
- Воронина, В. Л. Резные колонны мечети Бокбонли в Хиве // Краткие сообщения Института истории материальной культуры (КСИИМК). Вып. 61. — 1956. — С. 96—102.
- Воронина, В. Л. Изучение архитектуры древнего Пенджикента (по материалам раскопок 1947 г.) // Труды Таджикской археологической экспедиции Института истории материальной культуры АН СССР, Института истории, археологии и этнографии АН Таджикской ССР и Государственного Эрмитажа / Под ред. А. Ю. Якубовского. — Москва ; Ленинград: Изд-во Акад. наук СССР, 1953. — Т. 1: 1946-1947 гг.. — С. 189—198. — 252 с. — (Материалы и исследования по археологии СССР; Вып. 15).
- Воронина, В. Л. Архитектурные памятники древнего Пенджикента // Труды Таджикской археологической экспедиции Института истории материальной культуры АН СССР, Института истории, археологии и этнографии АН Таджикской ССР и Государственного Эрмитажа / Под ред. А. Ю. Якубовского. — Москва ; Ленинград: Изд-во Акад. наук СССР, 1953. — Т. 2: 1948-1950 гг.. — С. 99—132. — 314 с. — (Материалы и исследования по археологии СССР; Вып. 37).
- Воронина, В. Л. Архитектура древнего Пенджикента // Труды Таджикской археологической экспедиции Института истории материальной культуры АН СССР, Института истории, археологии и этнографии АН Таджикской ССР и Государственного Эрмитажа / Под ред. А. Ю. Якубовского. — Москва ; Ленинград: Изд-во Акад. наук СССР, 1953. — Т. 4: 1954-1959 гг.. — 298 с. — (Материалы и исследования по археологии СССР; Вып. 124).
- Воронина, В. Л. Резное дерево Зарафшанской долины // Труды Таджикской археологической экспедиции Института истории материальной культуры АН СССР, Института истории, археологии и этнографии АН Таджикской ССР и Государственного Эрмитажа / Под ред. А. Ю. Якубовского. — Москва ; Ленинград: Изд-во Акад. наук СССР, 1953. — Т. 1: 1946-1947 гг.. — С. 210—220. — 252 с. — (Материалы и исследования по археологии СССР; № 15).
- Воронина, В. Л. Народные традиции архитектуры Узбекистана. — Москва: Государственное издательство архитектуры и градостроительства, 1951. — 168 с.
- Воронина, В. Л. Архитектурный орнамент древнего Пянджикента // Скульптура и живопись древнего Пянджикента / Отв. ред. А. М. Беленицкий и Б. Б. Пиотровский ; Акад. наук СССР. Ин-т истории материальной культуры. Акад. наук Таджик. ССР. Ин-т истории, археологии и этнографии. — Москва: Изд-во Акад. наук СССР, 1959. — С. 87—138. — 192 с.
- Воронина, В. Л. Ислам и изобразительное искусство // Народы Азии и Африки. — 1965. — № 5.
- Воронина, В. Л. Народная архитектура Северного Таджикистана / Акад. строительства и архитектуры СССР. Ин-т теории и истории архитектуры и строит. техники. — Москва: Госстройиздат, 1959. — 100 с.
- Воронина, В. Л. Карматиды в архитектуре Средней Азии. — Москва: Изд-во вост. лит., 1960—1961. — 10 с. — (Доклады Делегации СССР / XXV Международный конгресс востоковедов).
- Беленицкий А. М., Воронина В. Л. Надписи на деревянных колоннах Хивинской соборной мечети // Эпиграфика Востока. — 1961. — Т. 14. — С. 3—8.
- Воронина, В. Л. Опыт проектирования зданий в странах тропического климата / Гос. ком. по гражд. строительству и архитектуре при Госстрое СССР. Науч.-исслед. ин-т теории, истории и перспективных проблем советской архитектуры. — Москва: Стройиздат, 1966. — 119 с.
- Архитектурные памятники Средней Азии : Бухара, Самарканд / автор текста и составитель альбома В. Воронина ; фотосъемка А. Александрова. — Ленинград: Аврора, 1969. — 37 с. — (Архитектурная серия).
- Воронина, В. Л. Архитектура арабских стран // Всеобщая история архитектуры / Под ред. Ю. С. Яралова (отв. ред.) и др.. — Москва: изд-во Акад. архитект. СССР, 1969. — Т. 8: Архитектура стран Средиземноморья, Африки и Азии VI-XIX вв.. — С. 15—109. — 491 с.
- Воронина, В. Л. Архитектура Тропической и Южной Африки // Всеобщая история архитектуры / Под ред. Ю. С. Яралова (отв. ред.) и др.. — Москва: изд-во Акад. архитект. СССР, 1969. — Т. 8: Архитектура стран Средиземноморья, Африки и Азии VI-XIX вв.. — С. 110—143. — 491 с.
- Воронина, В. Л. Архитектура средневекового Ирана // Всеобщая история архитектуры / Под ред. Ю. С. Яралова (отв. ред.) и др.. — Москва: изд-во Акад. архитект. СССР, 1969. — Т. 8: Архитектура стран Средиземноморья, Африки и Азии VI-XIX вв.. — С. 144—182. — 491 с.
- Воронина, В. Л. Архитектура Средней Азии VI—VIII вв. // Всеобщая история архитектуры / Под ред. Ю. С. Яралова (отв. ред.) и др.. — Москва: изд-во Акад. архитект. СССР, 1969. — Т. 8: Архитектура стран Средиземноморья, Африки и Азии VI-XIX вв.. — С. 183—197. — 491 с.
- Воронина, В. Л. Архитектура Средней Азии XVI-XVII вв. // Всеобщая история архитектуры / Под ред. Ю. С. Яралова (отв. ред.) и др.. — Москва: изд-во Акад. архитект. СССР, 1969. — Т. 8: Архитектура стран Средиземноморья, Африки и Азии VI-XIX вв.. — С. 304—331. — 491 с.
- Воронина, В. Л. Архитектура Средней Азии XVIII—XIX вв. // Всеобщая история архитектуры / Под ред. Ю. С. Яралова (отв. ред.) и др.. — Москва: изд-во Акад. архитект. СССР, 1969. — Т. 8: Архитектура стран Средиземноморья, Африки и Азии VI-XIX вв.. — 491 с.
- Воронина, В. Л. Архитектура средневекового Афганистана // Всеобщая история архитектуры / Под ред. Ю. С. Яралова (отв. ред.) и др.. — Москва: изд-во Акад. архитект. СССР, 1969. — Т. 8: Архитектура стран Средиземноморья, Африки и Азии VI-XIX вв.. — 491 с.
- Воронина, В. Л. Архитектура Эфиопии (Аксумское царство) // Всеобщая история архитектуры / Под ред. О. Х. Халпахчьяна (отв. ред.) и др.. — 2-е изд., испр. и доп. — Москва: Стройиздат, 1970. — Т. 1: Архитектура древнего мира. — 512 с.
- Воронина, В. Л. Архитектура арабских царств // Всеобщая история архитектуры / Под ред. О. Х. Халпахчьяна (отв. ред.) и др.. — 2-е изд., испр. и доп. — Москва: Стройиздат, 1970. — Т. 1: Архитектура древнего мира. — 512 с.
- Воронина, В. Л. Архитектура Парфии // Всеобщая история архитектуры / Под ред. О. Х. Халпахчьяна (отв. ред.) и др.. — 2-е изд., испр. и доп. — Москва: Стройиздат, 1970. — Т. 1: Архитектура древнего мира. — 512 с.
- Воронина, В. Л. Архитектура сасанидского периода // Всеобщая история архитектуры / Под ред. О. Х. Халпахчьяна (отв. ред.) и др.. — 2-е изд., испр. и доп. — Москва: Стройиздат, 1970. — Т. 1: Архитектура древнего мира. — 512 с.
- Воронина, В. Л. Архитектура Афганистана // Всеобщая история архитектуры / Под ред. О. Х. Халпахчьяна (отв. ред.) и др.. — 2-е изд., испр. и доп. — Москва: Стройиздат, 1970. — Т. 1: Архитектура древнего мира. — 512 с.
- Воронина, В. Л. Африка // Всеобщая история архитектуры / Под ред. С. О. Хан-Магомедова (отв. ред.) и др.. — 2-е изд., испр. и доп. — Москва: Стройиздат, 1972. — Т. 10: Архитектура XIX - начала XX вв.. — 592 с.
- Воронина, В. Л. Архитектура стран Африки // Всеобщая история архитектуры / Под ред. А. В. Иконникова (отв. ред.) и др.. — 2-е изд., испр. и доп. — Москва: Стройиздат, 1973. — Т. 11: Архитектура капиталистических стран XX в.. — 887 с.
- Воронина, В. Л. Архитектура арабских стран Ближнего Востока // Всеобщая история архитектуры / Под ред. А. В. Иконникова (отв. ред.) и др.. — 2-е изд., испр. и доп. — Москва: Стройиздат, 1973. — Т. 11: Архитектура капиталистических стран XX в.. — 887 с.
- Воронина, В. Л. Архитектура стран Среднего Востока // Всеобщая история архитектуры / Под ред. А. В. Иконникова (отв. ред.) и др.. — 2-е изд., испр. и доп. — Москва: Стройиздат, 1973. — Т. 11: Архитектура капиталистических стран XX в.. — 887 с.
- Воронина В. Л. Искусство Средней Азии и Казахстана // История искусства народов СССР. — М.: Изобразительное искусство, 1973. — Т. 2. — 444 с.
- Воронина, В. Л. Народное жилище арабских стран. — Москва: Стройиздат, 1972. — 141 с.
- Воронина, В. Л. Современная архитектура стран тропической Африки : Обзор / Гос. ком. по гражд. строительству и архитектуре при Госстрое СССР. — Москва: Стройиздат, 1973. — 64 с. — (Градостроительство).
- Воронина, В. Л. Каир. — Ленинград: Стройиздат. Ленингр. отд-ние, 1974. — 79 с. — (Архитектура и строительство городов мира).
- Воронина, В. Л. и Негматов, Н. Н. Открытие Уструшаны // Наука и человечество. 1975. Международный ежегодник. — М.: «Знание», 1974. — С. 51—71.
- Воронина, В. Л. Ансамбли среднеазиатских городов // Архитектурное наследство : сборник. Вып. 24 / Центральный науч.-исслед. ин-т теории и истории архитектуры. — Москва: Стройиздат, 1976. — С. 162—168.
- Воронина, В. Л. Конструкции и художественный образ в архитектуре Востока / Центр. науч.-исслед. ин-т теории и истории архитектуры. — Москва: Стройиздат, 1977. — 160 с.
- Воронина, В. Л. Архитектурный орнамент Средней Азии (вопросы классификации) // Архитектурное наследство : сборник. Вып. 28 / Центральный науч.-исслед. ин-т теории и истории архитектуры. — Москва: Стройиздат, 1980.
- Воронина, В. Л. Ислам и архитектура (на примере Средней Азии) // Архитектурное наследство : сборник. Вып. 32 / Центральный науч.-исслед. ин-т теории и истории архитектуры. — Москва: Стройиздат, 1984.
- Воронина, В. Л. Доисламская символика в архитектуре Средней Азии и зарубежного Востока // Архитектурное наследство : сборник. Вып. 33 / Центральный науч.-исслед. ин-т теории и истории архитектуры. — Москва: Стройиздат, 1985.
- Воронина, В. Л. Мавзолей Саманидов и его зарубежные аналоги // Архитектурное наследство : сборник. Вып. 33 / Центральный науч.-исслед. ин-т теории и истории архитектуры. — Москва: Стройиздат, 1985.
- Воронина, В. Л. Средневековый город арабских стран. — Москва: ВНИИ теории архитектуры и градостроительства, 1991. — 99 с.